# Keron Cummings
Keron Cummings, né le 28 mai 1988 à Port-d'Espagne au Trinité-et-Tobago, est un footballeur international trinidadien, qui évolue au poste de milieu de terrain. 
Il compte 9 sélections et 2 buts en équipe nationale depuis 2010. Il joue actuellement pour le club trinidadien du Central FC.

## Biographie

### Carrière internationale
Keron Cummings est convoqué pour la première fois par le sélectionneur national Russell Latapy pour un match amical contre le Chili le 5 mai 2010 (défaite 2-0). Par la suite, le 15 juillet 2015, il inscrit son premier doublé en sélection contre le Mexique, lors d'un match de la Gold Cup 2015 (4-4). 
Il dispute une Gold Cup en 2015. 
Il compte 9 sélections et 2 buts avec l'équipe de Trinité-et-Tobago depuis 2010.

## Statistiques

### Buts en sélection
Le tableau suivant liste les résultats de tous les buts inscrits par Keron Cummings avec l'équipe de Trinité-et-Tobago.